# ژان دو فلورت
ژان دو فلورت (فرانسوی: Jean de Florette‎) فیلمی در ژانر درام به کارگردانی کلود بری است که در سال ۱۹۸۶ منتشر شد. از بازیگران آن می‌توان به ایو مونتان، ژرار دوپاردیو و دنیل اوتوی اشاره کرد.